# 黄层腹菌
黄层腹菌（学名：Hymenogaster luteus）是属于伞菌目层腹菌科层腹菌属的一种担子菌。该种分布于中国、英国、德国等地。其种加词“luteus”意为“黄色的”。
现接受名为Cortinarius atratus (Rodway) Gasparini, 2014。